# Éric Rémirez
Pas d'image ? Cliquez ici

a Compétitions nationales et continentales officielles uniquement.

b Matchs officiels uniquement.
Éric Remirez, né le 13 juin 1968, est un joueur français de rugby à XIII évoluant au poste de ailier dans les années 1980 et 1990.
Il fait l'essentiel de sa carrière à Carcassonne où il y remporte le Championnat de France en 1992 et la Coupe de France en 1990. Il compte par ailleurs deux sélections en équipe de France lors de la saison 1991 prenant part à une rencontre de la Coupe du monde.

## Palmarès
- Collectif :
  - Vainqueur du Championnat de France : 1992 (Carcassonne).
  - Vainqueur de la Coupe de France : 1990 (Carcassonne).
  - Finaliste du Championnat de France : 1990 (Carcassonne).
  - Finaliste de la Coupe de France : 1996 (Carcassonne).

### Détails en sélection
| 1. | 27 janvier 1991 | Grande-Bretagne | 10-45 | Coupe du monde | Ailier     | - | - | - | - |
| 2. | 16 février 1991 | Grande-Bretagne | 4-60  | Test-match     | Remplaçant | - | - | - | - |